# Obradovce
Obradovce (cyr. Обрадовце) – wieś w Serbii, w okręgu jablanickim, w gminie Crna Trava. W 2011 roku liczyła 24 mieszkańców.